# پاتریزیا باروچا
پاتریزیا باروچا (انگلیسی: Patrizia Barucha؛ زادهٔ ۷ آوریل ۱۹۸۳) بازیکن فوتبال اهل آلمان است.
از باشگاه‌هایی که در آن بازی کرده‌است می‌توان به باشگاه فوتبال آینتراخت فرانکفورت اشاره کرد.